# Вінтон (округ, Огайо)
Шаблон:StateAbbr_ 39°15′ пн. ш. 82°29′ зх. д. / 39.25° пн. ш. 82.49° зх. д.
Округ Вінтон (англ. Vinton County) — округ (графство) у штаті Огайо, США. Ідентифікатор округу 39163.

## Історія
Округ утворений 1850 року.

## Демографія
За даними перепису
2000 року
загальне населення округу становило 12806 осіб, зокрема міського населення було 876, а сільського — 11930.
Серед мешканців округу чоловіків було 6373, а жінок — 6433. В окрузі було 4892 домогосподарства, 3552 родин, які мешкали в 5653 будинках.
Середній розмір родини становив 3,04.
Віковий розподіл населення поданий у таблиці:
| Стать    | До 15 років | 15-21 | 22-29 | 30-39 | 40-49 | 50-65 | 65-85 | Понад 85 |
| -------- | ----------- | ----- | ----- | ----- | ----- | ----- | ----- | -------- |
| Чоловіки | 1504        | 656   | 626   | 899   | 992   | 1022  | 621   | 53       |
| Жінки    | 1384        | 602   | 676   | 922   | 958   | 1014  | 782   | 95       |

## Суміжні округи
- Гокінг — північ
- Афіни — північний схід
- Меґс — схід
- Галлія — південний схід
- Джексон — південь
- Росс — захід

## Виноски
1. ↑  Ohio County Profiles: Vinton County. Ohio Department of Development. Архів оригіналу (PDF) за 13 липня 2013. Процитовано 28 квітня 2007.
2. ↑  U.S. Decennial Census. United States Census Bureau. Архів оригіналу за 26 квітня 2015. Процитовано 11 лютого 2015.
3. ↑  Historical Census Browser. University of Virginia Library. Архів оригіналу за 11 серпня 2012. Процитовано 11 лютого 2015.
4. ↑  Forstall, Richard L., ред. (27 березня 1995). Population of Counties by Decennial Census: 1900 to 1990. United States Census Bureau. Архів оригіналу за 14 лютого 2015. Процитовано 11 лютого 2015.
5. ↑  Census 2000 PHC-T-4. Ranking Tables for Counties: 1990 and 2000 (PDF). United States Census Bureau. 2 квітня 2001. Архів оригіналу (PDF) за 18 грудня 2014. Процитовано 11 лютого 2015.
6. ↑  State & County QuickFacts. United States Census Bureau. Архів оригіналу за 5 вересня 2015. Процитовано 11 лютого 2015.(англ.) Наведено за англійською вікіпедією.
7. ↑  American FactFinder. Бюро перепису населення США. Архів оригіналу за 26 лютого 2012. Процитовано 31 січня 2008.

| США | Це незавершена стаття з географії США. Ви можете допомогти проєкту, виправивши або дописавши її. |